# サイモン・クラーク (政治家)
サイモン・リチャード・クラーク (Simon Richard Clarke, 1984年9月28日 - ) は、イギリスの政治家。2021年から2022年まで財務省主席担当官、2022年10月まではレベリングアップ・住宅・コミュニティー大臣を務めた。保守党所属で、2017年の総選挙からミドルズブラサウス・イーストクリーブランドの国会議員（MP）を務めている。
ボリス・ジョンソンの首相就任後、クラークは財務省秘書官に就任した。2020年2月の内閣改造で地域成長・地方政府担当国務大臣に就任したが、2020年9月に一身上の都合により辞任した。2021年の内閣改造で財務省主席担当官として政府に復帰し、同省で最年少の閣僚となった。2022年にジョンソンが辞任すると、クラークはリズ・トラスの保守党党首就任を支持した。トラスが首相に就任すると、クラークをレベリングアップ大臣に任命。リシ・スナクが首相に就任し、クラークがフロントベンチを退くまで、その職を務めた。